# Vuelta al Lago Qinghai 2018
La 17.ª edición de la Vuelta al Lago Qinghai (oficialmente: Tour of Qinghai Lake) se celebró entre el 22 de julio y el 4 de agosto de 2018 con inicio en la ciudad de Ledu y final en la ciudad de Lanzhou en República Popular China. El recorrido consistió de un total de 13 etapas sobre una distancia total de 1839 km.
La carrera hizo parte del circuito UCI Asia Tour 2018 dentro de la categoría 2.HC y fue ganada por el ciclista colombiano Hernán Aguirre del equipo Manzana Postobón. El podio lo completaron el también colombiano Hernando Bohórquez del equipo Manzana Postobón y el ciclista croata Radoslav Rogina del equipo Adria Mobil.

## Equipos participantes
Tomaron la partida un total de 22 equipos, de los cuales 5 fueron de categoría Profesional Continental y 17 Continentales, quienes conformaron un pelotón de 150 ciclistas de los cuales terminaron 124
| Equipos continentales profesionales (5)- Burgos-BH - Delko-Marseille Provence-KTM - Manzana Postobón - Nippo-Vini Fantini-Europa Ovini - Wilier Triestina-Selle Italia Equipos continentales (17)- AC Sparta Praha - Adria Mobil - Australian Cycling Academy-Ride Sunshine Coast - Beijing XDS-Innova Cycling Team - Bike Aid - China Continental Team of Gansu Bank - Holdsworth Pro Racing - Interpro Stradalli - Lviv - Memil-CCN Pro Cycling - Minsk Cycling Club - Mitchelton-BikeExchange - Monkey Town Continental - Ningxia Sports Lottery-Livall - Qinghai Tianyoude - Torku Şekerspor - Vino-Astana Motors |
| |

## Etapas
| Etapa      | Fecha       | Recorrido                    | type                   | Distancia (km) | Ganador              | Líder                |
| ---------- | ----------- | ---------------------------- | ---------------------- | -------------- | -------------------- | -------------------- |
| 1.ª etapa  | 22 de jul   | Ledu – Xining                | etapa escarpada        | 162            | Geórgios Boúglas     | Geórgios Boúglas     |
| 2.ª etapa  | 23 de jul   | Xining – Xining              | etapa llana            | 115            | Brenton Jones        | Brenton Jones        |
| 3.ª etapa  | 24 de jul   | Duoba – Guide County         | etapa de montaña       | 133            | Eduard-Michael Grosu | Eduard-Michael Grosu |
| 4.ª etapa  | 25 de jul   | Guide County – Longyangxia   | etapa de montaña       | 100            | Hernán Aguirre       | Hernán Aguirre       |
| 5.ª etapa  | 26 de jul   | Longyangxia – Bird Islet     | etapa de media montaña | 235            | Cameron Scott        | Hernán Aguirre       |
| 6.ª etapa  | 27 de jul   | Qilian – Montañas Qilian     | etapa de montaña       | 66             | Hernán Aguirre       | Hernán Aguirre       |
| 7.ª etapa  | 28 de jul   | Qilian – Menyuan             | etapa de media montaña | 169            | Eduard-Michael Grosu | Hernán Aguirre       |
| 8.ª etapa  | 29 de jul   | Qingshizui City – Zhangye    | etapa escarpada        | 235            | Eduard-Michael Grosu | Hernán Aguirre       |
| 9.ª etapa  | 30 de jul   | Jinchang – Wuwei             | etapa llana            | 175            | Onur Balkan          | Hernán Aguirre       |
|            | 31 de julio | Día de descanso              | Día de descanso        |                |                      |                      |
| 10.ª etapa | 1 de ago    | Minqin – Desierto de Tengger | etapa escarpada        | 124            | Dušan Rajović        | Hernán Aguirre       |
| 11.ª etapa | 2 de ago    | Zhongwei – Zhongwei          | etapa llana            | 110            | Jacob Tipper         | Hernán Aguirre       |
| 12.ª etapa | 3 de ago    | Yinchuan – Yinchuan          | etapa llana            | 107            | Daniel López Parada  | Hernán Aguirre       |
| 13.ª etapa | 4 de ago    | Lanzhou – Lanzhou            | etapa llana            | 108            | Kaden Groves         | Hernán Aguirre       |

## Desarrollo de la carrera

### 1.ª etapa
| Ledu - Xining | etapa escarpada | (162 km) |

| \| Clasificación de la etapa \| Clasificación de la etapa \| Clasificación de la etapa \| Clasificación de la etapa \| Clasificación de la etapa \| \| Ciclista \| Ciclista \| Equipo \| Tiempo \| \| \| ------------------------- \| ------------------------- \| ------------------------------------ \| ------------------------- \| ------------------------- \| \| 1.º \| Geórgios Boúglas \| Ningxia Sports Lottery-Livall \| 3 h 56 min 05 s \| \| \| 2.º \| Batuhan Özgür \| Torku Şekerspor \| + 0 s \| \| \| 3.º \| Onur Balkan \| Torku Şekerspor \| + 0 s \| \| \| 4.º \| Brenton Jones \| Delko-Marseille Provence-KTM \| + 0 s \| \| \| 5.º \| Óscar Pachón \| China Continental Team of Gansu Bank \| + 0 s \| \| \| 6.º \| Luca Pacioni \| Wilier Triestina-Selle Italia \| + 0 s \| \| \| 7.º \| André Looij \| Monkey Town Continental \| + 0 s \| \| \| 8.º \| Jacob Hennessy \| Mitchelton-BikeExchange \| + 0 s \| \| \| 9.º \| Dušan Rajović \| Adria Mobil \| + 0 s \| \| \| 10.º \| Siarhei Papok \| Minsk Cycling Club \| + 0 s \| \| |                  |                                      |                 |
| |                  |                                      |                 |
| Fuente: ProCyclingStats |                  |                                      |                 |
| Clasificación de la etapa |                  |                                      |                 |
| Ciclista | Ciclista         | Equipo                               | Tiempo          |
| 1.º | Geórgios Boúglas | Ningxia Sports Lottery-Livall        | 3 h 56 min 05 s |
| 2.º | Batuhan Özgür    | Torku Şekerspor                      | + 0 s           |
| 3.º | Onur Balkan      | Torku Şekerspor                      | + 0 s           |
| 4.º | Brenton Jones    | Delko-Marseille Provence-KTM         | + 0 s           |
| 5.º | Óscar Pachón     | China Continental Team of Gansu Bank | + 0 s           |
| 6.º | Luca Pacioni     | Wilier Triestina-Selle Italia        | + 0 s           |
| 7.º | André Looij      | Monkey Town Continental              | + 0 s           |
| 8.º | Jacob Hennessy   | Mitchelton-BikeExchange              | + 0 s           |
| 9.º | Dušan Rajović    | Adria Mobil                          | + 0 s           |
| 10.º | Siarhei Papok    | Minsk Cycling Club                   | + 0 s           |

| \| Clasificación general \| Clasificación general \| Clasificación general \| Clasificación general \| Clasificación general \| \| Ciclista \| Ciclista \| Equipo \| Tiempo \| \| \| --------------------- \| --------------------- \| ------------------------------------ \| --------------------- \| --------------------- \| \| 1.º \| Geórgios Boúglas \| Ningxia Sports Lottery-Livall \| 3 h 55 min 55 s \| \| \| 2.º \| Batuhan Özgür \| Torku Şekerspor \| + 4 s \| \| \| 3.º \| Onur Balkan \| Torku Şekerspor \| + 6 s \| \| \| 4.º \| Eduard-Michael Grosu \| Nippo-Vini Fantini-Europa Ovini \| + 7 s \| \| \| 5.º \| Jon Božič \| Adria Mobil \| + 7 s \| \| \| 6.º \| Tesfom Okubamariam \| Interpro Stradalli \| + 8 s \| \| \| 7.º \| Nícolas Sessler \| Burgos-BH \| + 8 s \| \| \| 8.º \| Zisen Li \| Qinghai Tianyoude \| + 9 s \| \| \| 9.º \| Brenton Jones \| Delko-Marseille Provence-KTM \| + 10 s \| \| \| 10.º \| Óscar Pachón \| China Continental Team of Gansu Bank \| + 10 s \| \| |                      |                                      |                 |
| |                      |                                      |                 |
| Fuente: ProCyclingStats |                      |                                      |                 |
| Clasificación general |                      |                                      |                 |
| Ciclista | Ciclista             | Equipo                               | Tiempo          |
| 1.º | Geórgios Boúglas     | Ningxia Sports Lottery-Livall        | 3 h 55 min 55 s |
| 2.º | Batuhan Özgür        | Torku Şekerspor                      | + 4 s           |
| 3.º | Onur Balkan          | Torku Şekerspor                      | + 6 s           |
| 4.º | Eduard-Michael Grosu | Nippo-Vini Fantini-Europa Ovini      | + 7 s           |
| 5.º | Jon Božič            | Adria Mobil                          | + 7 s           |
| 6.º | Tesfom Okubamariam   | Interpro Stradalli                   | + 8 s           |
| 7.º | Nícolas Sessler      | Burgos-BH                            | + 8 s           |
| 8.º | Zisen Li             | Qinghai Tianyoude                    | + 9 s           |
| 9.º | Brenton Jones        | Delko-Marseille Provence-KTM         | + 10 s          |
| 10.º | Óscar Pachón         | China Continental Team of Gansu Bank | + 10 s          |

### 2.ª etapa
| Xining - Xining | etapa llana | (115 km) |

| \| Clasificación de la etapa \| Clasificación de la etapa \| Clasificación de la etapa \| Clasificación de la etapa \| Clasificación de la etapa \| \| Ciclista \| Ciclista \| Equipo \| Tiempo \| \| \| ------------------------- \| ------------------------- \| ------------------------------- \| ------------------------- \| ------------------------- \| \| 1.º \| Brenton Jones \| Delko-Marseille Provence-KTM \| 2 h 32 min 51 s \| \| \| 2.º \| Jacob Hennessy \| Mitchelton-BikeExchange \| + 0 s \| \| \| 3.º \| Luca Pacioni \| Wilier Triestina-Selle Italia \| + 0 s \| \| \| 4.º \| Batuhan Özgür \| Torku Şekerspor \| + 0 s \| \| \| 5.º \| Eduard-Michael Grosu \| Nippo-Vini Fantini-Europa Ovini \| + 0 s \| \| \| 6.º \| André Looij \| Monkey Town Continental \| + 0 s \| \| \| 7.º \| Seid Lizde \| Holdsworth Pro Racing \| + 0 s \| \| \| 8.º \| Jan Ryba \| AC Sparta Praha \| + 0 s \| \| \| 9.º \| Jan Stöhr \| AC Sparta Praha \| + 0 s \| \| \| 10.º \| Dušan Rajović \| Adria Mobil \| + 0 s \| \| |                      |                                 |                 |
| |                      |                                 |                 |
| Fuente: ProCyclingStats |                      |                                 |                 |
| Clasificación de la etapa |                      |                                 |                 |
| Ciclista | Ciclista             | Equipo                          | Tiempo          |
| 1.º | Brenton Jones        | Delko-Marseille Provence-KTM    | 2 h 32 min 51 s |
| 2.º | Jacob Hennessy       | Mitchelton-BikeExchange         | + 0 s           |
| 3.º | Luca Pacioni         | Wilier Triestina-Selle Italia   | + 0 s           |
| 4.º | Batuhan Özgür        | Torku Şekerspor                 | + 0 s           |
| 5.º | Eduard-Michael Grosu | Nippo-Vini Fantini-Europa Ovini | + 0 s           |
| 6.º | André Looij          | Monkey Town Continental         | + 0 s           |
| 7.º | Seid Lizde           | Holdsworth Pro Racing           | + 0 s           |
| 8.º | Jan Ryba             | AC Sparta Praha                 | + 0 s           |
| 9.º | Jan Stöhr            | AC Sparta Praha                 | + 0 s           |
| 10.º | Dušan Rajović        | Adria Mobil                     | + 0 s           |

| \| Clasificación general \| Clasificación general \| Clasificación general \| Clasificación general \| Clasificación general \| \| Ciclista \| Ciclista \| Equipo \| Tiempo \| \| \| --------------------- \| --------------------- \| ------------------------------- \| --------------------- \| --------------------- \| \| 1.º \| Brenton Jones \| Delko-Marseille Provence-KTM \| 6 h 28 min 46 s \| \| \| 2.º \| Geórgios Boúglas \| Ningxia Sports Lottery-Livall \| + 0 s \| \| \| 3.º \| Zisen Li \| Qinghai Tianyoude \| + 2 s \| \| \| 4.º \| Batuhan Özgür \| Torku Şekerspor \| + 4 s \| \| \| 5.º \| Jacob Hennessy \| Mitchelton-BikeExchange \| + 4 s \| \| \| 6.º \| Arman Kamyshev \| Vino-Astana Motors \| + 4 s \| \| \| 7.º \| Luca Pacioni \| Wilier Triestina-Selle Italia \| + 6 s \| \| \| 8.º \| Onur Balkan \| Torku Şekerspor \| + 6 s \| \| \| 9.º \| Eduard-Michael Grosu \| Nippo-Vini Fantini-Europa Ovini \| + 7 s \| \| \| 10.º \| Jon Božič \| Adria Mobil \| + 7 s \| \| |                      |                                 |                 |
| |                      |                                 |                 |
| Fuente: ProCyclingStats |                      |                                 |                 |
| Clasificación general |                      |                                 |                 |
| Ciclista | Ciclista             | Equipo                          | Tiempo          |
| 1.º | Brenton Jones        | Delko-Marseille Provence-KTM    | 6 h 28 min 46 s |
| 2.º | Geórgios Boúglas     | Ningxia Sports Lottery-Livall   | + 0 s           |
| 3.º | Zisen Li             | Qinghai Tianyoude               | + 2 s           |
| 4.º | Batuhan Özgür        | Torku Şekerspor                 | + 4 s           |
| 5.º | Jacob Hennessy       | Mitchelton-BikeExchange         | + 4 s           |
| 6.º | Arman Kamyshev       | Vino-Astana Motors              | + 4 s           |
| 7.º | Luca Pacioni         | Wilier Triestina-Selle Italia   | + 6 s           |
| 8.º | Onur Balkan          | Torku Şekerspor                 | + 6 s           |
| 9.º | Eduard-Michael Grosu | Nippo-Vini Fantini-Europa Ovini | + 7 s           |
| 10.º | Jon Božič            | Adria Mobil                     | + 7 s           |

### 3.ª etapa
| Duoba - Guide County | etapa de montaña | (133 km) |

| \| Clasificación de la etapa \| Clasificación de la etapa \| Clasificación de la etapa \| Clasificación de la etapa \| Clasificación de la etapa \| \| Ciclista \| Ciclista \| Equipo \| Tiempo \| \| \| ------------------------- \| ------------------------- \| ------------------------------------ \| ------------------------- \| ------------------------- \| \| 1.º \| Eduard-Michael Grosu \| Nippo-Vini Fantini-Europa Ovini \| 3 h 15 min 33 s \| \| \| 2.º \| Luca Pacioni \| Wilier Triestina-Selle Italia \| + 0 s \| \| \| 3.º \| Meron Abraham \| Bike Aid \| + 0 s \| \| \| 4.º \| Juanjo Lobato \| Nippo-Vini Fantini-Europa Ovini \| + 0 s \| \| \| 5.º \| Óscar Pachón \| China Continental Team of Gansu Bank \| + 0 s \| \| \| 6.º \| Mykhailo Kononenko \| Beijing XDS-Innova Cycling Team \| + 0 s \| \| \| 7.º \| Przemysław Kasperkiewicz \| Delko-Marseille Provence-KTM \| + 0 s \| \| \| 8.º \| Yonathan Monsalve \| Qinghai Tianyoude \| + 0 s \| \| \| 9.º \| Maarten de Jonge \| Monkey Town Continental \| + 0 s \| \| \| 10.º \| Juan Pablo Villegas \| Manzana Postobón \| + 0 s \| \| |                          |                                      |                 |
| |                          |                                      |                 |
| Fuente: ProCyclingStats |                          |                                      |                 |
| Clasificación de la etapa |                          |                                      |                 |
| Ciclista | Ciclista                 | Equipo                               | Tiempo          |
| 1.º | Eduard-Michael Grosu     | Nippo-Vini Fantini-Europa Ovini      | 3 h 15 min 33 s |
| 2.º | Luca Pacioni             | Wilier Triestina-Selle Italia        | + 0 s           |
| 3.º | Meron Abraham            | Bike Aid                             | + 0 s           |
| 4.º | Juanjo Lobato            | Nippo-Vini Fantini-Europa Ovini      | + 0 s           |
| 5.º | Óscar Pachón             | China Continental Team of Gansu Bank | + 0 s           |
| 6.º | Mykhailo Kononenko       | Beijing XDS-Innova Cycling Team      | + 0 s           |
| 7.º | Przemysław Kasperkiewicz | Delko-Marseille Provence-KTM         | + 0 s           |
| 8.º | Yonathan Monsalve        | Qinghai Tianyoude                    | + 0 s           |
| 9.º | Maarten de Jonge         | Monkey Town Continental              | + 0 s           |
| 10.º | Juan Pablo Villegas      | Manzana Postobón                     | + 0 s           |

| \| Clasificación general \| Clasificación general \| Clasificación general \| Clasificación general \| Clasificación general \| \| Ciclista \| Ciclista \| Equipo \| Tiempo \| \| \| --------------------- \| --------------------- \| ------------------------------- \| --------------------- \| --------------------- \| \| 1.º \| Eduard-Michael Grosu \| Nippo-Vini Fantini-Europa Ovini \| 9 h 44 min 16 s \| \| \| 2.º \| Luca Pacioni \| Wilier Triestina-Selle Italia \| + 3 s \| \| \| 3.º \| Arman Kamyshev \| Vino-Astana Motors \| + 7 s \| \| \| 4.º \| Meron Abraham \| Bike Aid \| + 9 s \| \| \| 5.º \| Jon Božič \| Adria Mobil \| + 10 s \| \| \| 6.º \| Tesfom Okubamariam \| Interpro Stradalli \| + 11 s \| \| \| 7.º \| Mykhailo Kononenko \| Beijing XDS-Innova Cycling Team \| + 13 s \| \| \| 8.º \| Maarten de Jonge \| Monkey Town Continental \| + 13 s \| \| \| 9.º \| Hernando Bohórquez \| Manzana Postobón \| + 13 s \| \| \| 10.º \| Nikita Sokolov \| Vino-Astana Motors \| + 13 s \| \| |                      |                                 |                 |
| |                      |                                 |                 |
| Fuente: ProCyclingStats |                      |                                 |                 |
| Clasificación general |                      |                                 |                 |
| Ciclista | Ciclista             | Equipo                          | Tiempo          |
| 1.º | Eduard-Michael Grosu | Nippo-Vini Fantini-Europa Ovini | 9 h 44 min 16 s |
| 2.º | Luca Pacioni         | Wilier Triestina-Selle Italia   | + 3 s           |
| 3.º | Arman Kamyshev       | Vino-Astana Motors              | + 7 s           |
| 4.º | Meron Abraham        | Bike Aid                        | + 9 s           |
| 5.º | Jon Božič            | Adria Mobil                     | + 10 s          |
| 6.º | Tesfom Okubamariam   | Interpro Stradalli              | + 11 s          |
| 7.º | Mykhailo Kononenko   | Beijing XDS-Innova Cycling Team | + 13 s          |
| 8.º | Maarten de Jonge     | Monkey Town Continental         | + 13 s          |
| 9.º | Hernando Bohórquez   | Manzana Postobón                | + 13 s          |
| 10.º | Nikita Sokolov       | Vino-Astana Motors              | + 13 s          |

### 4.ª etapa
| Guide County - Longyangxia | etapa de montaña | (100 km) |

| \| Clasificación de la etapa \| Clasificación de la etapa \| Clasificación de la etapa \| Clasificación de la etapa \| Clasificación de la etapa \| \| Ciclista \| Ciclista \| Equipo \| Tiempo \| \| \| ------------------------- \| ------------------------- \| ------------------------------- \| ------------------------- \| ------------------------- \| \| 1.º \| Hernán Aguirre \| Manzana Postobón \| 2 h 41 min 02 s \| \| \| 2.º \| Hernando Bohórquez \| Manzana Postobón \| + 3 s \| \| \| 3.º \| Radoslav Rogina \| Adria Mobil \| + 3 s \| \| \| 4.º \| Yonathan Monsalve \| Qinghai Tianyoude \| + 2 min 19 s \| \| \| 5.º \| Ilya Davidenok \| Beijing XDS-Innova Cycling Team \| + 2 min 19 s \| \| \| 6.º \| Yecid Sierra \| Manzana Postobón \| + 2 min 19 s \| \| \| 7.º \| Oleksandr Polivoda \| Ningxia Sports Lottery-Livall \| + 2 min 19 s \| \| \| 8.º \| Alexis Guérin \| Delko-Marseille Provence-KTM \| + 2 min 19 s \| \| \| 9.º \| Antonio Santoro \| Monkey Town Continental \| + 2 min 19 s \| \| \| 10.º \| Ilia Koshevoy \| Wilier Triestina-Selle Italia \| + 2 min 19 s \| \| |                    |                                 |                 |
| |                    |                                 |                 |
| Fuente: ProCyclingStats |                    |                                 |                 |
| Clasificación de la etapa |                    |                                 |                 |
| Ciclista | Ciclista           | Equipo                          | Tiempo          |
| 1.º | Hernán Aguirre     | Manzana Postobón                | 2 h 41 min 02 s |
| 2.º | Hernando Bohórquez | Manzana Postobón                | + 3 s           |
| 3.º | Radoslav Rogina    | Adria Mobil                     | + 3 s           |
| 4.º | Yonathan Monsalve  | Qinghai Tianyoude               | + 2 min 19 s    |
| 5.º | Ilya Davidenok     | Beijing XDS-Innova Cycling Team | + 2 min 19 s    |
| 6.º | Yecid Sierra       | Manzana Postobón                | + 2 min 19 s    |
| 7.º | Oleksandr Polivoda | Ningxia Sports Lottery-Livall   | + 2 min 19 s    |
| 8.º | Alexis Guérin      | Delko-Marseille Provence-KTM    | + 2 min 19 s    |
| 9.º | Antonio Santoro    | Monkey Town Continental         | + 2 min 19 s    |
| 10.º | Ilia Koshevoy      | Wilier Triestina-Selle Italia   | + 2 min 19 s    |

| \| Clasificación general \| Clasificación general \| Clasificación general \| Clasificación general \| Clasificación general \| \| Ciclista \| Ciclista \| Equipo \| Tiempo \| \| \| --------------------- \| --------------------- \| ------------------------------- \| --------------------- \| --------------------- \| \| 1.º \| Hernán Aguirre \| Manzana Postobón \| 12 h 25 min 21 s \| \| \| 2.º \| Hernando Bohórquez \| Manzana Postobón \| + 7 s \| \| \| 3.º \| Radoslav Rogina \| Adria Mobil \| + 9 s \| \| \| 4.º \| Ricardo Vilela \| Manzana Postobón \| + 2 min 29 s \| \| \| 5.º \| Antonio Santoro \| Monkey Town Continental \| + 2 min 29 s \| \| \| 6.º \| Oleksandr Polivoda \| Ningxia Sports Lottery-Livall \| + 2 min 29 s \| \| \| 7.º \| Yecid Sierra \| Manzana Postobón \| + 2 min 29 s \| \| \| 8.º \| Yonathan Monsalve \| Qinghai Tianyoude \| + 2 min 29 s \| \| \| 9.º \| Ilya Davidenok \| Beijing XDS-Innova Cycling Team \| + 2 min 29 s \| \| \| 10.º \| Ilia Koshevoy \| Wilier Triestina-Selle Italia \| + 2 min 29 s \| \| |                    |                                 |                  |
| |                    |                                 |                  |
| Fuente: ProCyclingStats |                    |                                 |                  |
| Clasificación general |                    |                                 |                  |
| Ciclista | Ciclista           | Equipo                          | Tiempo           |
| 1.º | Hernán Aguirre     | Manzana Postobón                | 12 h 25 min 21 s |
| 2.º | Hernando Bohórquez | Manzana Postobón                | + 7 s            |
| 3.º | Radoslav Rogina    | Adria Mobil                     | + 9 s            |
| 4.º | Ricardo Vilela     | Manzana Postobón                | + 2 min 29 s     |
| 5.º | Antonio Santoro    | Monkey Town Continental         | + 2 min 29 s     |
| 6.º | Oleksandr Polivoda | Ningxia Sports Lottery-Livall   | + 2 min 29 s     |
| 7.º | Yecid Sierra       | Manzana Postobón                | + 2 min 29 s     |
| 8.º | Yonathan Monsalve  | Qinghai Tianyoude               | + 2 min 29 s     |
| 9.º | Ilya Davidenok     | Beijing XDS-Innova Cycling Team | + 2 min 29 s     |
| 10.º | Ilia Koshevoy      | Wilier Triestina-Selle Italia   | + 2 min 29 s     |

### 5.ª etapa
| Longyangxia - Bird Islet | etapa de media montaña | (235 km) |

| \| Clasificación de la etapa \| Clasificación de la etapa \| Clasificación de la etapa \| Clasificación de la etapa \| Clasificación de la etapa \| \| Ciclista \| Ciclista \| Equipo \| Tiempo \| \| \| ------------------------- \| ------------------------- \| ---------------------------------------------- \| ------------------------- \| ------------------------- \| \| 1.º \| Cameron Scott \| Australian Cycling Academy-Ride Sunshine Coast \| 5 h 51 min 46 s \| \| \| 2.º \| Eduard-Michael Grosu \| Nippo-Vini Fantini-Europa Ovini \| + 0 s \| \| \| 3.º \| Siarhei Papok \| Minsk Cycling Club \| + 0 s \| \| \| 4.º \| Luca Pacioni \| Wilier Triestina-Selle Italia \| + 0 s \| \| \| 5.º \| Yonathan Monsalve \| Qinghai Tianyoude \| + 0 s \| \| \| 6.º \| Lucas Carstensen \| Bike Aid \| + 0 s \| \| \| 7.º \| Brenton Jones \| Delko-Marseille Provence-KTM \| + 0 s \| \| \| 8.º \| Daniel López Parada \| Burgos-BH \| + 0 s \| \| \| 9.º \| Juanjo Lobato \| Nippo-Vini Fantini-Europa Ovini \| + 0 s \| \| \| 10.º \| Jacob Hennessy \| Mitchelton-BikeExchange \| + 0 s \| \| |                      |                                                |                 |
| |                      |                                                |                 |
| Fuente: ProCyclingStats |                      |                                                |                 |
| Clasificación de la etapa |                      |                                                |                 |
| Ciclista | Ciclista             | Equipo                                         | Tiempo          |
| 1.º | Cameron Scott        | Australian Cycling Academy-Ride Sunshine Coast | 5 h 51 min 46 s |
| 2.º | Eduard-Michael Grosu | Nippo-Vini Fantini-Europa Ovini                | + 0 s           |
| 3.º | Siarhei Papok        | Minsk Cycling Club                             | + 0 s           |
| 4.º | Luca Pacioni         | Wilier Triestina-Selle Italia                  | + 0 s           |
| 5.º | Yonathan Monsalve    | Qinghai Tianyoude                              | + 0 s           |
| 6.º | Lucas Carstensen     | Bike Aid                                       | + 0 s           |
| 7.º | Brenton Jones        | Delko-Marseille Provence-KTM                   | + 0 s           |
| 8.º | Daniel López Parada  | Burgos-BH                                      | + 0 s           |
| 9.º | Juanjo Lobato        | Nippo-Vini Fantini-Europa Ovini                | + 0 s           |
| 10.º | Jacob Hennessy       | Mitchelton-BikeExchange                        | + 0 s           |

| \| Clasificación general \| Clasificación general \| Clasificación general \| Clasificación general \| Clasificación general \| \| Ciclista \| Ciclista \| Equipo \| Tiempo \| \| \| --------------------- \| --------------------- \| ------------------------------- \| --------------------- \| --------------------- \| \| 1.º \| Hernán Aguirre \| Manzana Postobón \| 18 h 17 min 07 s \| \| \| 2.º \| Hernando Bohórquez \| Manzana Postobón \| + 7 s \| \| \| 3.º \| Radoslav Rogina \| Adria Mobil \| + 9 s \| \| \| 4.º \| Ricardo Vilela \| Manzana Postobón \| + 2 min 29 s \| \| \| 5.º \| Yonathan Monsalve \| Qinghai Tianyoude \| + 2 min 29 s \| \| \| 6.º \| Oleksandr Polivoda \| Ningxia Sports Lottery-Livall \| + 2 min 29 s \| \| \| 7.º \| Antonio Santoro \| Monkey Town Continental \| + 2 min 29 s \| \| \| 8.º \| Yecid Sierra \| Manzana Postobón \| + 2 min 29 s \| \| \| 9.º \| Ilya Davidenok \| Beijing XDS-Innova Cycling Team \| + 2 min 29 s \| \| \| 10.º \| Alexis Guérin \| Delko-Marseille Provence-KTM \| + 2 min 41 s \| \| |                    |                                 |                  |
| |                    |                                 |                  |
| Fuente: ProCyclingStats |                    |                                 |                  |
| Clasificación general |                    |                                 |                  |
| Ciclista | Ciclista           | Equipo                          | Tiempo           |
| 1.º | Hernán Aguirre     | Manzana Postobón                | 18 h 17 min 07 s |
| 2.º | Hernando Bohórquez | Manzana Postobón                | + 7 s            |
| 3.º | Radoslav Rogina    | Adria Mobil                     | + 9 s            |
| 4.º | Ricardo Vilela     | Manzana Postobón                | + 2 min 29 s     |
| 5.º | Yonathan Monsalve  | Qinghai Tianyoude               | + 2 min 29 s     |
| 6.º | Oleksandr Polivoda | Ningxia Sports Lottery-Livall   | + 2 min 29 s     |
| 7.º | Antonio Santoro    | Monkey Town Continental         | + 2 min 29 s     |
| 8.º | Yecid Sierra       | Manzana Postobón                | + 2 min 29 s     |
| 9.º | Ilya Davidenok     | Beijing XDS-Innova Cycling Team | + 2 min 29 s     |
| 10.º | Alexis Guérin      | Delko-Marseille Provence-KTM    | + 2 min 41 s     |

### 6.ª etapa
| Qilian - Montañas Qilian | etapa de montaña | (66 km) |

| \| Clasificación de la etapa \| Clasificación de la etapa \| Clasificación de la etapa \| Clasificación de la etapa \| Clasificación de la etapa \| \| Ciclista \| Ciclista \| Equipo \| Tiempo \| \| \| ------------------------- \| ------------------------- \| ---------------------------------------------- \| ------------------------- \| ------------------------- \| \| 1.º \| Hernán Aguirre \| Manzana Postobón \| 1 h 47 min 39 s \| \| \| 2.º \| Antonio Santoro \| Monkey Town Continental \| + 28 s \| \| \| 3.º \| Hernando Bohórquez \| Manzana Postobón \| + 52 s \| \| \| 4.º \| Yecid Sierra \| Manzana Postobón \| + 59 s \| \| \| 5.º \| Freddy Ovett \| Australian Cycling Academy-Ride Sunshine Coast \| + 1 min 13 s \| \| \| 6.º \| Oleksandr Polivoda \| Ningxia Sports Lottery-Livall \| + 2 min 07 s \| \| \| 7.º \| Ilia Koshevoy \| Wilier Triestina-Selle Italia \| + 2 min 14 s \| \| \| 8.º \| Radoslav Rogina \| Adria Mobil \| + 2 min 16 s \| \| \| 9.º \| Ilya Davidenok \| Beijing XDS-Innova Cycling Team \| + 2 min 24 s \| \| \| 10.º \| Ricardo Vilela \| Manzana Postobón \| + 2 min 24 s \| \| |                    |                                                |                 |
| |                    |                                                |                 |
| Fuente: ProCyclingStats |                    |                                                |                 |
| Clasificación de la etapa |                    |                                                |                 |
| Ciclista | Ciclista           | Equipo                                         | Tiempo          |
| 1.º | Hernán Aguirre     | Manzana Postobón                               | 1 h 47 min 39 s |
| 2.º | Antonio Santoro    | Monkey Town Continental                        | + 28 s          |
| 3.º | Hernando Bohórquez | Manzana Postobón                               | + 52 s          |
| 4.º | Yecid Sierra       | Manzana Postobón                               | + 59 s          |
| 5.º | Freddy Ovett       | Australian Cycling Academy-Ride Sunshine Coast | + 1 min 13 s    |
| 6.º | Oleksandr Polivoda | Ningxia Sports Lottery-Livall                  | + 2 min 07 s    |
| 7.º | Ilia Koshevoy      | Wilier Triestina-Selle Italia                  | + 2 min 14 s    |
| 8.º | Radoslav Rogina    | Adria Mobil                                    | + 2 min 16 s    |
| 9.º | Ilya Davidenok     | Beijing XDS-Innova Cycling Team                | + 2 min 24 s    |
| 10.º | Ricardo Vilela     | Manzana Postobón                               | + 2 min 24 s    |

| \| Clasificación general \| Clasificación general \| Clasificación general \| Clasificación general \| Clasificación general \| \| Ciclista \| Ciclista \| Equipo \| Tiempo \| \| \| --------------------- \| --------------------- \| ------------------------------- \| --------------------- \| --------------------- \| \| 1.º \| Hernán Aguirre \| Manzana Postobón \| 18 h 17 min 07 s \| \| \| 2.º \| Hernando Bohórquez \| Manzana Postobón \| + 7 s \| \| \| 3.º \| Radoslav Rogina \| Adria Mobil \| + 9 s \| \| \| 4.º \| Ricardo Vilela \| Manzana Postobón \| + 2 min 29 s \| \| \| 5.º \| Yonathan Monsalve \| Qinghai Tianyoude \| + 2 min 29 s \| \| \| 6.º \| Oleksandr Polivoda \| Ningxia Sports Lottery-Livall \| + 2 min 29 s \| \| \| 7.º \| Antonio Santoro \| Monkey Town Continental \| + 2 min 29 s \| \| \| 8.º \| Yecid Sierra \| Manzana Postobón \| + 2 min 29 s \| \| \| 9.º \| Ilya Davidenok \| Beijing XDS-Innova Cycling Team \| + 2 min 29 s \| \| \| 10.º \| Alexis Guérin \| Delko-Marseille Provence-KTM \| + 2 min 41 s \| \| |                    |                                 |                  |
| |                    |                                 |                  |
| Fuente: ProCyclingStats |                    |                                 |                  |
| Clasificación general |                    |                                 |                  |
| Ciclista | Ciclista           | Equipo                          | Tiempo           |
| 1.º | Hernán Aguirre     | Manzana Postobón                | 18 h 17 min 07 s |
| 2.º | Hernando Bohórquez | Manzana Postobón                | + 7 s            |
| 3.º | Radoslav Rogina    | Adria Mobil                     | + 9 s            |
| 4.º | Ricardo Vilela     | Manzana Postobón                | + 2 min 29 s     |
| 5.º | Yonathan Monsalve  | Qinghai Tianyoude               | + 2 min 29 s     |
| 6.º | Oleksandr Polivoda | Ningxia Sports Lottery-Livall   | + 2 min 29 s     |
| 7.º | Antonio Santoro    | Monkey Town Continental         | + 2 min 29 s     |
| 8.º | Yecid Sierra       | Manzana Postobón                | + 2 min 29 s     |
| 9.º | Ilya Davidenok     | Beijing XDS-Innova Cycling Team | + 2 min 29 s     |
| 10.º | Alexis Guérin      | Delko-Marseille Provence-KTM    | + 2 min 41 s     |

### 7.ª etapa
| Qilian - Menyuan | etapa de media montaña | (169 km) |

| \| Clasificación de la etapa \| Clasificación de la etapa \| Clasificación de la etapa \| Clasificación de la etapa \| Clasificación de la etapa \| \| Ciclista \| Ciclista \| Equipo \| Tiempo \| \| \| ------------------------- \| ------------------------- \| ------------------------------- \| ------------------------- \| ------------------------- \| \| 1.º \| Eduard-Michael Grosu \| Nippo-Vini Fantini-Europa Ovini \| 4 h 00 min 43 s \| \| \| 2.º \| Luca Pacioni \| Wilier Triestina-Selle Italia \| + 0 s \| \| \| 3.º \| Tim Ariesen \| Ningxia Sports Lottery-Livall \| + 0 s \| \| \| 4.º \| André Looij \| Monkey Town Continental \| + 0 s \| \| \| 5.º \| Onur Balkan \| Torku Şekerspor \| + 0 s \| \| \| 6.º \| Dušan Rajović \| Adria Mobil \| + 0 s \| \| \| 7.º \| Siarhei Papok \| Minsk Cycling Club \| + 0 s \| \| \| 8.º \| Hernando Bohórquez \| Manzana Postobón \| + 0 s \| \| \| 9.º \| Jan Ryba \| AC Sparta Praha \| + 0 s \| \| \| 10.º \| Kaden Groves \| Mitchelton-BikeExchange \| + 0 s \| \| |                      |                                 |                 |
| |                      |                                 |                 |
| Fuente: ProCyclingStats |                      |                                 |                 |
| Clasificación de la etapa |                      |                                 |                 |
| Ciclista | Ciclista             | Equipo                          | Tiempo          |
| 1.º | Eduard-Michael Grosu | Nippo-Vini Fantini-Europa Ovini | 4 h 00 min 43 s |
| 2.º | Luca Pacioni         | Wilier Triestina-Selle Italia   | + 0 s           |
| 3.º | Tim Ariesen          | Ningxia Sports Lottery-Livall   | + 0 s           |
| 4.º | André Looij          | Monkey Town Continental         | + 0 s           |
| 5.º | Onur Balkan          | Torku Şekerspor                 | + 0 s           |
| 6.º | Dušan Rajović        | Adria Mobil                     | + 0 s           |
| 7.º | Siarhei Papok        | Minsk Cycling Club              | + 0 s           |
| 8.º | Hernando Bohórquez   | Manzana Postobón                | + 0 s           |
| 9.º | Jan Ryba             | AC Sparta Praha                 | + 0 s           |
| 10.º | Kaden Groves         | Mitchelton-BikeExchange         | + 0 s           |

| \| Clasificación general \| Clasificación general \| Clasificación general \| Clasificación general \| Clasificación general \| \| Ciclista \| Ciclista \| Equipo \| Tiempo \| \| \| --------------------- \| --------------------- \| ---------------------------------------------- \| --------------------- \| --------------------- \| \| 1.º \| Hernán Aguirre \| Manzana Postobón \| 24 h 05 min 19 s \| \| \| 2.º \| Hernando Bohórquez \| Manzana Postobón \| + 1 min 05 s \| \| \| 3.º \| Radoslav Rogina \| Adria Mobil \| + 2 min 35 s \| \| \| 4.º \| Antonio Santoro \| Monkey Town Continental \| + 3 min 01 s \| \| \| 5.º \| Yecid Sierra \| Manzana Postobón \| + 3 min 38 s \| \| \| 6.º \| Oleksandr Polivoda \| Ningxia Sports Lottery-Livall \| + 4 min 46 s \| \| \| 7.º \| Ricardo Vilela \| Manzana Postobón \| + 5 min 03 s \| \| \| 8.º \| Ilya Davidenok \| Beijing XDS-Innova Cycling Team \| + 5 min 03 s \| \| \| 9.º \| Freddy Ovett \| Australian Cycling Academy-Ride Sunshine Coast \| + 5 min 15 s \| \| \| 10.º \| Yonathan Monsalve \| Qinghai Tianyoude \| + 5 min 35 s \| \| |                    |                                                |                  |
| |                    |                                                |                  |
| Fuente: ProCyclingStats |                    |                                                |                  |
| Clasificación general |                    |                                                |                  |
| Ciclista | Ciclista           | Equipo                                         | Tiempo           |
| 1.º | Hernán Aguirre     | Manzana Postobón                               | 24 h 05 min 19 s |
| 2.º | Hernando Bohórquez | Manzana Postobón                               | + 1 min 05 s     |
| 3.º | Radoslav Rogina    | Adria Mobil                                    | + 2 min 35 s     |
| 4.º | Antonio Santoro    | Monkey Town Continental                        | + 3 min 01 s     |
| 5.º | Yecid Sierra       | Manzana Postobón                               | + 3 min 38 s     |
| 6.º | Oleksandr Polivoda | Ningxia Sports Lottery-Livall                  | + 4 min 46 s     |
| 7.º | Ricardo Vilela     | Manzana Postobón                               | + 5 min 03 s     |
| 8.º | Ilya Davidenok     | Beijing XDS-Innova Cycling Team                | + 5 min 03 s     |
| 9.º | Freddy Ovett       | Australian Cycling Academy-Ride Sunshine Coast | + 5 min 15 s     |
| 10.º | Yonathan Monsalve  | Qinghai Tianyoude                              | + 5 min 35 s     |

### 8.ª etapa
| Qingshizui City - Zhangye | etapa escarpada | (235 km) |

| \| Clasificación de la etapa \| Clasificación de la etapa \| Clasificación de la etapa \| Clasificación de la etapa \| Clasificación de la etapa \| \| Ciclista \| Ciclista \| Equipo \| Tiempo \| \| \| ------------------------- \| ------------------------- \| ---------------------------------------------- \| ------------------------- \| ------------------------- \| \| 1.º \| Eduard-Michael Grosu \| Nippo-Vini Fantini-Europa Ovini \| 4 h 49 min 45 s \| \| \| 2.º \| Siarhei Papok \| Minsk Cycling Club \| + 0 s \| \| \| 3.º \| Tim Ariesen \| Ningxia Sports Lottery-Livall \| + 0 s \| \| \| 4.º \| Brenton Jones \| Delko-Marseille Provence-KTM \| + 0 s \| \| \| 5.º \| Luca Pacioni \| Wilier Triestina-Selle Italia \| + 0 s \| \| \| 6.º \| Lucas Carstensen \| Bike Aid \| + 0 s \| \| \| 7.º \| Dušan Rajović \| Adria Mobil \| + 0 s \| \| \| 8.º \| Cameron Scott \| Australian Cycling Academy-Ride Sunshine Coast \| + 0 s \| \| \| 9.º \| André Looij \| Monkey Town Continental \| + 0 s \| \| \| 10.º \| Jan Ryba \| AC Sparta Praha \| + 0 s \| \| |                      |                                                |                 |
| |                      |                                                |                 |
| Fuente: ProCyclingStats |                      |                                                |                 |
| Clasificación de la etapa |                      |                                                |                 |
| Ciclista | Ciclista             | Equipo                                         | Tiempo          |
| 1.º | Eduard-Michael Grosu | Nippo-Vini Fantini-Europa Ovini                | 4 h 49 min 45 s |
| 2.º | Siarhei Papok        | Minsk Cycling Club                             | + 0 s           |
| 3.º | Tim Ariesen          | Ningxia Sports Lottery-Livall                  | + 0 s           |
| 4.º | Brenton Jones        | Delko-Marseille Provence-KTM                   | + 0 s           |
| 5.º | Luca Pacioni         | Wilier Triestina-Selle Italia                  | + 0 s           |
| 6.º | Lucas Carstensen     | Bike Aid                                       | + 0 s           |
| 7.º | Dušan Rajović        | Adria Mobil                                    | + 0 s           |
| 8.º | Cameron Scott        | Australian Cycling Academy-Ride Sunshine Coast | + 0 s           |
| 9.º | André Looij          | Monkey Town Continental                        | + 0 s           |
| 10.º | Jan Ryba             | AC Sparta Praha                                | + 0 s           |

| \| Clasificación general \| Clasificación general \| Clasificación general \| Clasificación general \| Clasificación general \| \| Ciclista \| Ciclista \| Equipo \| Tiempo \| \| \| --------------------- \| --------------------- \| ---------------------------------------------- \| --------------------- \| --------------------- \| \| 1.º \| Hernán Aguirre \| Manzana Postobón \| 28 h 55 min 04 s \| \| \| 2.º \| Hernando Bohórquez \| Manzana Postobón \| + 1 min 05 s \| \| \| 3.º \| Radoslav Rogina \| Adria Mobil \| + 2 min 35 s \| \| \| 4.º \| Antonio Santoro \| Monkey Town Continental \| + 3 min 01 s \| \| \| 5.º \| Yecid Sierra \| Manzana Postobón \| + 3 min 38 s \| \| \| 6.º \| Oleksandr Polivoda \| Ningxia Sports Lottery-Livall \| + 4 min 46 s \| \| \| 7.º \| Ilya Davidenok \| Beijing XDS-Innova Cycling Team \| + 5 min 00 s \| \| \| 8.º \| Ricardo Vilela \| Manzana Postobón \| + 5 min 03 s \| \| \| 9.º \| Freddy Ovett \| Australian Cycling Academy-Ride Sunshine Coast \| + 5 min 15 s \| \| \| 10.º \| Yonathan Monsalve \| Qinghai Tianyoude \| + 5 min 35 s \| \| |                    |                                                |                  |
| |                    |                                                |                  |
| Fuente: ProCyclingStats |                    |                                                |                  |
| Clasificación general |                    |                                                |                  |
| Ciclista | Ciclista           | Equipo                                         | Tiempo           |
| 1.º | Hernán Aguirre     | Manzana Postobón                               | 28 h 55 min 04 s |
| 2.º | Hernando Bohórquez | Manzana Postobón                               | + 1 min 05 s     |
| 3.º | Radoslav Rogina    | Adria Mobil                                    | + 2 min 35 s     |
| 4.º | Antonio Santoro    | Monkey Town Continental                        | + 3 min 01 s     |
| 5.º | Yecid Sierra       | Manzana Postobón                               | + 3 min 38 s     |
| 6.º | Oleksandr Polivoda | Ningxia Sports Lottery-Livall                  | + 4 min 46 s     |
| 7.º | Ilya Davidenok     | Beijing XDS-Innova Cycling Team                | + 5 min 00 s     |
| 8.º | Ricardo Vilela     | Manzana Postobón                               | + 5 min 03 s     |
| 9.º | Freddy Ovett       | Australian Cycling Academy-Ride Sunshine Coast | + 5 min 15 s     |
| 10.º | Yonathan Monsalve  | Qinghai Tianyoude                              | + 5 min 35 s     |

### 9.ª etapa
| Jinchang - Wuwei | etapa llana | (175 km) |

| \| Clasificación de la etapa \| Clasificación de la etapa \| Clasificación de la etapa \| Clasificación de la etapa \| Clasificación de la etapa \| \| Ciclista \| Ciclista \| Equipo \| Tiempo \| \| \| ------------------------- \| ------------------------- \| ----------------------------- \| ------------------------- \| ------------------------- \| \| 1.º \| Onur Balkan \| Torku Şekerspor \| 3 h 55 min 50 s \| \| \| 2.º \| Luca Pacioni \| Wilier Triestina-Selle Italia \| + 0 s \| \| \| 3.º \| Brenton Jones \| Delko-Marseille Provence-KTM \| + 0 s \| \| \| 4.º \| Kaden Groves \| Mitchelton-BikeExchange \| + 0 s \| \| \| 5.º \| André Looij \| Monkey Town Continental \| + 0 s \| \| \| 6.º \| Siarhei Papok \| Minsk Cycling Club \| + 0 s \| \| \| 7.º \| Lucas Carstensen \| Bike Aid \| + 0 s \| \| \| 8.º \| Tim Ariesen \| Ningxia Sports Lottery-Livall \| + 0 s \| \| \| 9.º \| Daniel López Parada \| Burgos-BH \| + 0 s \| \| \| 10.º \| Meron Abraham \| Bike Aid \| + 0 s \| \| |                     |                               |                 |
| |                     |                               |                 |
| Fuente: ProCyclingStats |                     |                               |                 |
| Clasificación de la etapa |                     |                               |                 |
| Ciclista | Ciclista            | Equipo                        | Tiempo          |
| 1.º | Onur Balkan         | Torku Şekerspor               | 3 h 55 min 50 s |
| 2.º | Luca Pacioni        | Wilier Triestina-Selle Italia | + 0 s           |
| 3.º | Brenton Jones       | Delko-Marseille Provence-KTM  | + 0 s           |
| 4.º | Kaden Groves        | Mitchelton-BikeExchange       | + 0 s           |
| 5.º | André Looij         | Monkey Town Continental       | + 0 s           |
| 6.º | Siarhei Papok       | Minsk Cycling Club            | + 0 s           |
| 7.º | Lucas Carstensen    | Bike Aid                      | + 0 s           |
| 8.º | Tim Ariesen         | Ningxia Sports Lottery-Livall | + 0 s           |
| 9.º | Daniel López Parada | Burgos-BH                     | + 0 s           |
| 10.º | Meron Abraham       | Bike Aid                      | + 0 s           |

| \| Clasificación general \| Clasificación general \| Clasificación general \| Clasificación general \| Clasificación general \| \| Ciclista \| Ciclista \| Equipo \| Tiempo \| \| \| --------------------- \| --------------------- \| ------------------------------- \| --------------------- \| --------------------- \| \| 1.º \| Hernán Aguirre \| Manzana Postobón \| 32 h 50 min 54 s \| \| \| 2.º \| Hernando Bohórquez \| Manzana Postobón \| + 1 min 05 s \| \| \| 3.º \| Radoslav Rogina \| Adria Mobil \| + 2 min 35 s \| \| \| 4.º \| Antonio Santoro \| Monkey Town Continental \| + 3 min 01 s \| \| \| 5.º \| Yecid Sierra \| Manzana Postobón \| + 3 min 38 s \| \| \| 6.º \| Oleksandr Polivoda \| Ningxia Sports Lottery-Livall \| + 4 min 46 s \| \| \| 7.º \| Ilya Davidenok \| Beijing XDS-Innova Cycling Team \| + 5 min 00 s \| \| \| 8.º \| Ricardo Vilela \| Manzana Postobón \| + 5 min 03 s \| \| \| 9.º \| Yonathan Monsalve \| Qinghai Tianyoude \| + 5 min 35 s \| \| \| 10.º \| Alexey Vermeulen \| Interpro Stradalli \| + 6 min 48 s \| \| |                    |                                 |                  |
| |                    |                                 |                  |
| Fuente: ProCyclingStats |                    |                                 |                  |
| Clasificación general |                    |                                 |                  |
| Ciclista | Ciclista           | Equipo                          | Tiempo           |
| 1.º | Hernán Aguirre     | Manzana Postobón                | 32 h 50 min 54 s |
| 2.º | Hernando Bohórquez | Manzana Postobón                | + 1 min 05 s     |
| 3.º | Radoslav Rogina    | Adria Mobil                     | + 2 min 35 s     |
| 4.º | Antonio Santoro    | Monkey Town Continental         | + 3 min 01 s     |
| 5.º | Yecid Sierra       | Manzana Postobón                | + 3 min 38 s     |
| 6.º | Oleksandr Polivoda | Ningxia Sports Lottery-Livall   | + 4 min 46 s     |
| 7.º | Ilya Davidenok     | Beijing XDS-Innova Cycling Team | + 5 min 00 s     |
| 8.º | Ricardo Vilela     | Manzana Postobón                | + 5 min 03 s     |
| 9.º | Yonathan Monsalve  | Qinghai Tianyoude               | + 5 min 35 s     |
| 10.º | Alexey Vermeulen   | Interpro Stradalli              | + 6 min 48 s     |

### 10.ª etapa
| Minqin - Desierto de Tengger | etapa escarpada | (124 km) |

| \| Clasificación de la etapa \| Clasificación de la etapa \| Clasificación de la etapa \| Clasificación de la etapa \| Clasificación de la etapa \| \| Ciclista \| Ciclista \| Equipo \| Tiempo \| \| \| ------------------------- \| ------------------------- \| ---------------------------------------------- \| ------------------------- \| ------------------------- \| \| 1.º \| Dušan Rajović \| Adria Mobil \| 2 h 41 min 53 s \| \| \| 2.º \| Siarhei Papok \| Minsk Cycling Club \| + 0 s \| \| \| 3.º \| André Looij \| Monkey Town Continental \| + 0 s \| \| \| 4.º \| Cameron Scott \| Australian Cycling Academy-Ride Sunshine Coast \| + 0 s \| \| \| 5.º \| Lucas Carstensen \| Bike Aid \| + 0 s \| \| \| 6.º \| Brenton Jones \| Delko-Marseille Provence-KTM \| + 0 s \| \| \| 7.º \| Andri Kulyk \| Beijing XDS-Innova Cycling Team \| + 0 s \| \| \| 8.º \| Hayato Yoshida \| Nippo-Vini Fantini-Europa Ovini \| + 0 s \| \| \| 9.º \| Jacob Hennessy \| Mitchelton-BikeExchange \| + 0 s \| \| \| 10.º \| Tim Ariesen \| Ningxia Sports Lottery-Livall \| + 0 s \| \| |                  |                                                |                 |
| |                  |                                                |                 |
| Fuente: ProCyclingStats |                  |                                                |                 |
| Clasificación de la etapa |                  |                                                |                 |
| Ciclista | Ciclista         | Equipo                                         | Tiempo          |
| 1.º | Dušan Rajović    | Adria Mobil                                    | 2 h 41 min 53 s |
| 2.º | Siarhei Papok    | Minsk Cycling Club                             | + 0 s           |
| 3.º | André Looij      | Monkey Town Continental                        | + 0 s           |
| 4.º | Cameron Scott    | Australian Cycling Academy-Ride Sunshine Coast | + 0 s           |
| 5.º | Lucas Carstensen | Bike Aid                                       | + 0 s           |
| 6.º | Brenton Jones    | Delko-Marseille Provence-KTM                   | + 0 s           |
| 7.º | Andri Kulyk      | Beijing XDS-Innova Cycling Team                | + 0 s           |
| 8.º | Hayato Yoshida   | Nippo-Vini Fantini-Europa Ovini                | + 0 s           |
| 9.º | Jacob Hennessy   | Mitchelton-BikeExchange                        | + 0 s           |
| 10.º | Tim Ariesen      | Ningxia Sports Lottery-Livall                  | + 0 s           |

| \| Clasificación general \| Clasificación general \| Clasificación general \| Clasificación general \| Clasificación general \| \| Ciclista \| Ciclista \| Equipo \| Tiempo \| \| \| --------------------- \| --------------------- \| ------------------------------- \| --------------------- \| --------------------- \| \| 1.º \| Hernán Aguirre \| Manzana Postobón \| 35 h 32 min 47 s \| \| \| 2.º \| Hernando Bohórquez \| Manzana Postobón \| + 1 min 05 s \| \| \| 3.º \| Radoslav Rogina \| Adria Mobil \| + 2 min 35 s \| \| \| 4.º \| Antonio Santoro \| Monkey Town Continental \| + 3 min 01 s \| \| \| 5.º \| Yecid Sierra \| Manzana Postobón \| + 3 min 38 s \| \| \| 6.º \| Oleksandr Polivoda \| Ningxia Sports Lottery-Livall \| + 4 min 46 s \| \| \| 7.º \| Ilya Davidenok \| Beijing XDS-Innova Cycling Team \| + 5 min 00 s \| \| \| 8.º \| Ricardo Vilela \| Manzana Postobón \| + 5 min 03 s \| \| \| 9.º \| Yonathan Monsalve \| Qinghai Tianyoude \| + 5 min 35 s \| \| \| 10.º \| Alexey Vermeulen \| Interpro Stradalli \| + 6 min 48 s \| \| |                    |                                 |                  |
| |                    |                                 |                  |
| Fuente: ProCyclingStats |                    |                                 |                  |
| Clasificación general |                    |                                 |                  |
| Ciclista | Ciclista           | Equipo                          | Tiempo           |
| 1.º | Hernán Aguirre     | Manzana Postobón                | 35 h 32 min 47 s |
| 2.º | Hernando Bohórquez | Manzana Postobón                | + 1 min 05 s     |
| 3.º | Radoslav Rogina    | Adria Mobil                     | + 2 min 35 s     |
| 4.º | Antonio Santoro    | Monkey Town Continental         | + 3 min 01 s     |
| 5.º | Yecid Sierra       | Manzana Postobón                | + 3 min 38 s     |
| 6.º | Oleksandr Polivoda | Ningxia Sports Lottery-Livall   | + 4 min 46 s     |
| 7.º | Ilya Davidenok     | Beijing XDS-Innova Cycling Team | + 5 min 00 s     |
| 8.º | Ricardo Vilela     | Manzana Postobón                | + 5 min 03 s     |
| 9.º | Yonathan Monsalve  | Qinghai Tianyoude               | + 5 min 35 s     |
| 10.º | Alexey Vermeulen   | Interpro Stradalli              | + 6 min 48 s     |

### 11.ª etapa
| Zhongwei - Zhongwei | etapa llana | (110 km) |

| \| Clasificación de la etapa \| Clasificación de la etapa \| Clasificación de la etapa \| Clasificación de la etapa \| Clasificación de la etapa \| \| Ciclista \| Ciclista \| Equipo \| Tiempo \| \| \| ------------------------- \| ------------------------- \| ----------------------------- \| ------------------------- \| ------------------------- \| \| 1.º \| Jacob Tipper \| Memil-CCN Pro Cycling \| 2 h 14 min 26 s \| \| \| 2.º \| Daniel López Parada \| Burgos-BH \| + 0 s \| \| \| 3.º \| André Looij \| Monkey Town Continental \| + 0 s \| \| \| 4.º \| Dušan Rajović \| Adria Mobil \| + 0 s \| \| \| 5.º \| Siarhei Papok \| Minsk Cycling Club \| + 0 s \| \| \| 6.º \| Lucas Carstensen \| Bike Aid \| + 0 s \| \| \| 7.º \| Brenton Jones \| Delko-Marseille Provence-KTM \| + 0 s \| \| \| 8.º \| Maarten de Jonge \| Monkey Town Continental \| + 0 s \| \| \| 9.º \| Geórgios Boúglas \| Ningxia Sports Lottery-Livall \| + 0 s \| \| \| 10.º \| Jan Ryba \| AC Sparta Praha \| + 0 s \| \| |                     |                               |                 |
| |                     |                               |                 |
| Fuente: ProCyclingStats |                     |                               |                 |
| Clasificación de la etapa |                     |                               |                 |
| Ciclista | Ciclista            | Equipo                        | Tiempo          |
| 1.º | Jacob Tipper        | Memil-CCN Pro Cycling         | 2 h 14 min 26 s |
| 2.º | Daniel López Parada | Burgos-BH                     | + 0 s           |
| 3.º | André Looij         | Monkey Town Continental       | + 0 s           |
| 4.º | Dušan Rajović       | Adria Mobil                   | + 0 s           |
| 5.º | Siarhei Papok       | Minsk Cycling Club            | + 0 s           |
| 6.º | Lucas Carstensen    | Bike Aid                      | + 0 s           |
| 7.º | Brenton Jones       | Delko-Marseille Provence-KTM  | + 0 s           |
| 8.º | Maarten de Jonge    | Monkey Town Continental       | + 0 s           |
| 9.º | Geórgios Boúglas    | Ningxia Sports Lottery-Livall | + 0 s           |
| 10.º | Jan Ryba            | AC Sparta Praha               | + 0 s           |

| \| Clasificación general \| Clasificación general \| Clasificación general \| Clasificación general \| Clasificación general \| \| Ciclista \| Ciclista \| Equipo \| Tiempo \| \| \| --------------------- \| --------------------- \| ------------------------------- \| --------------------- \| --------------------- \| \| 1.º \| Hernán Aguirre \| Manzana Postobón \| 37 h 47 min 13 s \| \| \| 2.º \| Hernando Bohórquez \| Manzana Postobón \| + 1 min 05 s \| \| \| 3.º \| Radoslav Rogina \| Adria Mobil \| + 2 min 35 s \| \| \| 4.º \| Antonio Santoro \| Monkey Town Continental \| + 3 min 01 s \| \| \| 5.º \| Yecid Sierra \| Manzana Postobón \| + 3 min 38 s \| \| \| 6.º \| Oleksandr Polivoda \| Ningxia Sports Lottery-Livall \| + 4 min 46 s \| \| \| 7.º \| Ilya Davidenok \| Beijing XDS-Innova Cycling Team \| + 5 min 00 s \| \| \| 8.º \| Ricardo Vilela \| Manzana Postobón \| + 5 min 03 s \| \| \| 9.º \| Yonathan Monsalve \| Qinghai Tianyoude \| + 5 min 35 s \| \| \| 10.º \| Alexey Vermeulen \| Interpro Stradalli \| + 6 min 48 s \| \| |                    |                                 |                  |
| |                    |                                 |                  |
| Fuente: ProCyclingStats |                    |                                 |                  |
| Clasificación general |                    |                                 |                  |
| Ciclista | Ciclista           | Equipo                          | Tiempo           |
| 1.º | Hernán Aguirre     | Manzana Postobón                | 37 h 47 min 13 s |
| 2.º | Hernando Bohórquez | Manzana Postobón                | + 1 min 05 s     |
| 3.º | Radoslav Rogina    | Adria Mobil                     | + 2 min 35 s     |
| 4.º | Antonio Santoro    | Monkey Town Continental         | + 3 min 01 s     |
| 5.º | Yecid Sierra       | Manzana Postobón                | + 3 min 38 s     |
| 6.º | Oleksandr Polivoda | Ningxia Sports Lottery-Livall   | + 4 min 46 s     |
| 7.º | Ilya Davidenok     | Beijing XDS-Innova Cycling Team | + 5 min 00 s     |
| 8.º | Ricardo Vilela     | Manzana Postobón                | + 5 min 03 s     |
| 9.º | Yonathan Monsalve  | Qinghai Tianyoude               | + 5 min 35 s     |
| 10.º | Alexey Vermeulen   | Interpro Stradalli              | + 6 min 48 s     |

### 12.ª etapa
| Yinchuan - Yinchuan | etapa llana | (107 km) |

| \| Clasificación de la etapa \| Clasificación de la etapa \| Clasificación de la etapa \| Clasificación de la etapa \| Clasificación de la etapa \| \| Ciclista \| Ciclista \| Equipo \| Tiempo \| \| \| ------------------------- \| ------------------------- \| ------------------------------- \| ------------------------- \| ------------------------- \| \| 1.º \| Daniel López Parada \| Burgos-BH \| 2 h 21 min 17 s \| \| \| 2.º \| Onur Balkan \| Torku Şekerspor \| + 0 s \| \| \| 3.º \| Jacob Hennessy \| Mitchelton-BikeExchange \| + 0 s \| \| \| 4.º \| Dušan Rajović \| Adria Mobil \| + 0 s \| \| \| 5.º \| Juanjo Lobato \| Nippo-Vini Fantini-Europa Ovini \| + 0 s \| \| \| 6.º \| Evaldas Šiškevicius \| Delko-Marseille Provence-KTM \| + 0 s \| \| \| 7.º \| Seid Lizde \| Androni Giocattoli-Sidermec \| + 0 s \| \| \| 8.º \| Siarhei Papok \| Minsk Cycling Club \| + 0 s \| \| \| 9.º \| Brenton Jones \| Delko-Marseille Provence-KTM \| + 0 s \| \| \| 10.º \| Lucas Carstensen \| Bike Aid \| + 0 s \| \| |                     |                                 |                 |
| |                     |                                 |                 |
| Fuente: ProCyclingStats |                     |                                 |                 |
| Clasificación de la etapa |                     |                                 |                 |
| Ciclista | Ciclista            | Equipo                          | Tiempo          |
| 1.º | Daniel López Parada | Burgos-BH                       | 2 h 21 min 17 s |
| 2.º | Onur Balkan         | Torku Şekerspor                 | + 0 s           |
| 3.º | Jacob Hennessy      | Mitchelton-BikeExchange         | + 0 s           |
| 4.º | Dušan Rajović       | Adria Mobil                     | + 0 s           |
| 5.º | Juanjo Lobato       | Nippo-Vini Fantini-Europa Ovini | + 0 s           |
| 6.º | Evaldas Šiškevicius | Delko-Marseille Provence-KTM    | + 0 s           |
| 7.º | Seid Lizde          | Androni Giocattoli-Sidermec     | + 0 s           |
| 8.º | Siarhei Papok       | Minsk Cycling Club              | + 0 s           |
| 9.º | Brenton Jones       | Delko-Marseille Provence-KTM    | + 0 s           |
| 10.º | Lucas Carstensen    | Bike Aid                        | + 0 s           |

| \| Clasificación general \| Clasificación general \| Clasificación general \| Clasificación general \| Clasificación general \| \| Ciclista \| Ciclista \| Equipo \| Tiempo \| \| \| --------------------- \| --------------------- \| ------------------------------- \| --------------------- \| --------------------- \| \| 1.º \| Hernán Aguirre \| Manzana Postobón \| 40 h 08 min 30 s \| \| \| 2.º \| Hernando Bohórquez \| Manzana Postobón \| + 1 min 05 s \| \| \| 3.º \| Radoslav Rogina \| Adria Mobil \| + 2 min 35 s \| \| \| 4.º \| Antonio Santoro \| Monkey Town Continental \| + 3 min 01 s \| \| \| 5.º \| Yecid Sierra \| Manzana Postobón \| + 3 min 38 s \| \| \| 6.º \| Oleksandr Polivoda \| Ningxia Sports Lottery-Livall \| + 4 min 46 s \| \| \| 7.º \| Ilya Davidenok \| Beijing XDS-Innova Cycling Team \| + 5 min 00 s \| \| \| 8.º \| Ricardo Vilela \| Manzana Postobón \| + 5 min 03 s \| \| \| 9.º \| Yonathan Monsalve \| Qinghai Tianyoude \| + 5 min 35 s \| \| \| 10.º \| Alexey Vermeulen \| Interpro Stradalli \| + 6 min 48 s \| \| |                    |                                 |                  |
| |                    |                                 |                  |
| Fuente: ProCyclingStats |                    |                                 |                  |
| Clasificación general |                    |                                 |                  |
| Ciclista | Ciclista           | Equipo                          | Tiempo           |
| 1.º | Hernán Aguirre     | Manzana Postobón                | 40 h 08 min 30 s |
| 2.º | Hernando Bohórquez | Manzana Postobón                | + 1 min 05 s     |
| 3.º | Radoslav Rogina    | Adria Mobil                     | + 2 min 35 s     |
| 4.º | Antonio Santoro    | Monkey Town Continental         | + 3 min 01 s     |
| 5.º | Yecid Sierra       | Manzana Postobón                | + 3 min 38 s     |
| 6.º | Oleksandr Polivoda | Ningxia Sports Lottery-Livall   | + 4 min 46 s     |
| 7.º | Ilya Davidenok     | Beijing XDS-Innova Cycling Team | + 5 min 00 s     |
| 8.º | Ricardo Vilela     | Manzana Postobón                | + 5 min 03 s     |
| 9.º | Yonathan Monsalve  | Qinghai Tianyoude               | + 5 min 35 s     |
| 10.º | Alexey Vermeulen   | Interpro Stradalli              | + 6 min 48 s     |

### 13.ª etapa
| Lanzhou - Lanzhou | etapa llana | (108 km) |

| \| Clasificación de la etapa \| Clasificación de la etapa \| Clasificación de la etapa \| Clasificación de la etapa \| Clasificación de la etapa \| \| Ciclista \| Ciclista \| Equipo \| Tiempo \| \| \| ------------------------- \| ------------------------- \| ---------------------------------------------- \| ------------------------- \| ------------------------- \| \| 1.º \| Kaden Groves \| Mitchelton-BikeExchange \| 2 h 08 min 17 s \| \| \| 2.º \| Lucas Carstensen \| Bike Aid \| + 0 s \| \| \| 3.º \| Cameron Scott \| Australian Cycling Academy-Ride Sunshine Coast \| + 0 s \| \| \| 4.º \| Seid Lizde \| Androni Giocattoli-Sidermec \| + 0 s \| \| \| 5.º \| Luca Pacioni \| Wilier Triestina-Selle Italia \| + 0 s \| \| \| 6.º \| Siarhei Papok \| Minsk Cycling Club \| + 0 s \| \| \| 7.º \| Brenton Jones \| Delko-Marseille Provence-KTM \| + 0 s \| \| \| 8.º \| Dušan Rajović \| Adria Mobil \| + 0 s \| \| \| 9.º \| André Looij \| Monkey Town Continental \| + 0 s \| \| \| 10.º \| Batuhan Özgür \| Torku Şekerspor \| + 0 s \| \| |                  |                                                |                 |
| |                  |                                                |                 |
| Fuente: ProCyclingStats |                  |                                                |                 |
| Clasificación de la etapa |                  |                                                |                 |
| Ciclista | Ciclista         | Equipo                                         | Tiempo          |
| 1.º | Kaden Groves     | Mitchelton-BikeExchange                        | 2 h 08 min 17 s |
| 2.º | Lucas Carstensen | Bike Aid                                       | + 0 s           |
| 3.º | Cameron Scott    | Australian Cycling Academy-Ride Sunshine Coast | + 0 s           |
| 4.º | Seid Lizde       | Androni Giocattoli-Sidermec                    | + 0 s           |
| 5.º | Luca Pacioni     | Wilier Triestina-Selle Italia                  | + 0 s           |
| 6.º | Siarhei Papok    | Minsk Cycling Club                             | + 0 s           |
| 7.º | Brenton Jones    | Delko-Marseille Provence-KTM                   | + 0 s           |
| 8.º | Dušan Rajović    | Adria Mobil                                    | + 0 s           |
| 9.º | André Looij      | Monkey Town Continental                        | + 0 s           |
| 10.º | Batuhan Özgür    | Torku Şekerspor                                | + 0 s           |

## Clasificaciones finales
Las clasificaciones finalizaron de la siguiente forma:

### Clasificación general
| \| Clasificación general \| Clasificación general \| Clasificación general \| Clasificación general \| Clasificación general \| \| Ciclista \| Ciclista \| Equipo \| Tiempo \| \| \| --------------------- \| --------------------- \| ------------------------------- \| --------------------- \| --------------------- \| \| 1.º \| Hernán Aguirre \| Manzana Postobón \| 42 h 16 min 47 s \| \| \| 2.º \| Hernando Bohórquez \| Manzana Postobón \| + 1 min 05 s \| \| \| 3.º \| Radoslav Rogina \| Adria Mobil \| + 2 min 35 s \| \| \| 4.º \| Antonio Santoro \| Monkey Town Continental \| + 3 min 01 s \| \| \| 5.º \| Yecid Sierra \| Manzana Postobón \| + 3 min 38 s \| \| \| 6.º \| Oleksandr Polivoda \| Ningxia Sports Lottery-Livall \| + 4 min 46 s \| \| \| 7.º \| Ilya Davidenok \| Beijing XDS-Innova Cycling Team \| + 5 min 00 s \| \| \| 8.º \| Ricardo Vilela \| Manzana Postobón \| + 5 min 03 s \| \| \| 9.º \| Yonathan Monsalve \| Qinghai Tianyoude \| + 5 min 35 s \| \| \| 10.º \| Alexey Vermeulen \| Interpro Stradalli \| + 6 min 48 s \| \| |                    |                                 |                  |
| |                    |                                 |                  |
| Fuente: ProCyclingStats |                    |                                 |                  |
| Clasificación general |                    |                                 |                  |
| Ciclista | Ciclista           | Equipo                          | Tiempo           |
| 1.º | Hernán Aguirre     | Manzana Postobón                | 42 h 16 min 47 s |
| 2.º | Hernando Bohórquez | Manzana Postobón                | + 1 min 05 s     |
| 3.º | Radoslav Rogina    | Adria Mobil                     | + 2 min 35 s     |
| 4.º | Antonio Santoro    | Monkey Town Continental         | + 3 min 01 s     |
| 5.º | Yecid Sierra       | Manzana Postobón                | + 3 min 38 s     |
| 6.º | Oleksandr Polivoda | Ningxia Sports Lottery-Livall   | + 4 min 46 s     |
| 7.º | Ilya Davidenok     | Beijing XDS-Innova Cycling Team | + 5 min 00 s     |
| 8.º | Ricardo Vilela     | Manzana Postobón                | + 5 min 03 s     |
| 9.º | Yonathan Monsalve  | Qinghai Tianyoude               | + 5 min 35 s     |
| 10.º | Alexey Vermeulen   | Interpro Stradalli              | + 6 min 48 s     |

### Clasificación por puntos
| Clasificación por puntos | Clasificación por puntos | Clasificación por puntos                       | Clasificación por puntos | Clasificación por puntos |
| Ciclista                 | Ciclista                 | Equipo                                         | Puntos                   |                          |
| ------------------------ | ------------------------ | ---------------------------------------------- | ------------------------ | ------------------------ |
| 1.º                      | Dušan Rajović            | Adria Mobil                                    | 110 pts                  |                          |
| 2.º                      | Brenton Jones            | Delko-Marseille Provence-KTM                   | 106 pts                  |                          |
| 3.º                      | Siarhei Papok            | Minsk Cycling Club                             | 103 pts                  |                          |
| 4.º                      | Luca Pacioni             | Wilier Triestina-Selle Italia                  | 100 pts                  |                          |
| 5.º                      | André Looij              | Monkey Town Continental                        | 83 pts                   |                          |
| 6.º                      | Lucas Carstensen         | Bike Aid                                       | 70 pts                   |                          |
| 7.º                      | Onur Balkan              | Torku Şekerspor                                | 55 pts                   |                          |
| 8.º                      | Cameron Scott            | Australian Cycling Academy-Ride Sunshine Coast | 53 pts                   |                          |
| 9.º                      | Daniel López Parada      | Burgos-BH                                      | 50 pts                   |                          |
| 10.º                     | Jacob Hennessy           | Mitchelton-BikeExchange                        | 48 pts                   |                          |

### Clasificación de la montaña
| Clasificación de la montaña | Clasificación de la montaña | Clasificación de la montaña          | Clasificación de la montaña | Clasificación de la montaña |
| Ciclista                    | Ciclista                    | Equipo                               | Puntos                      |                             |
| --------------------------- | --------------------------- | ------------------------------------ | --------------------------- | --------------------------- |
| 1.º                         | Hernán Aguirre              | Manzana Postobón                     | 33 pts                      |                             |
| 2.º                         | Hernando Bohórquez          | Manzana Postobón                     | 21 pts                      |                             |
| 3.º                         | Yecid Sierra                | Manzana Postobón                     | 21 pts                      |                             |
| 4.º                         | Antonio Santoro             | Monkey Town Continental              | 17 pts                      |                             |
| 5.º                         | Branislau Samoilau          | Minsk Cycling Club                   | 13 pts                      |                             |
| 6.º                         | Ilia Koshevoy               | Wilier Triestina-Selle Italia        | 11 pts                      |                             |
| 7.º                         | Gatis Smukulis              | Delko-Marseille Provence-KTM         | 11 pts                      |                             |
| 8.º                         | Stanislau Bazhkou           | Minsk Cycling Club                   | 10 pts                      |                             |
| 9.º                         | Gregor Gazvoda              | Adria Mobil                          | 10 pts                      |                             |
| 10.º                        | Óscar Pachón                | China Continental Team of Gansu Bank | 8 pts                       |                             |

### Clasificación por equipos
| Clasificación por equipos | Clasificación por equipos            | Clasificación por equipos | Clasificación por equipos |
| Equipo                    | Equipo                               | Tiempo                    |                           |
| ------------------------- | ------------------------------------ | ------------------------- | ------------------------- |
| 1.º                       | Manzana Postobón                     | 126 h 55 min 34 s         |                           |
| 2.º                       | Adria Mobil                          | + 15 min 48 s             |                           |
| 3.º                       | Minsk Cycling Club                   | + 22 min 55 s             |                           |
| 4.º                       | Wilier Triestina-Selle Italia        | + 24 min 53 s             |                           |
| 5.º                       | Memil-CCN Pro Cycling                | + 27 min 49 s             |                           |
| 6.º                       | China Continental Team of Gansu Bank | + 29 min 39 s             |                           |
| 7.º                       | Vino-Astana Motors                   | + 34 min 18 s             |                           |
| 8.º                       | Monkey Town Continental              | + 42 min 30 s             |                           |
| 9.º                       | Bike Aid                             | + 43 min 21 s             |                           |
| 10.º                      | Interpro Stradalli                   | + 44 min 45 s             |                           |

## Evolución de las clasificaciones
| Etapa                   | Vencedor                | Clasificación general | Clasificación por puntos | Clasificación de la montaña | Clasificación del mejor asiático | Clasificación por equipos       |
| ----------------------- | ----------------------- | --------------------- | ------------------------ | --------------------------- | -------------------------------- | ------------------------------- |
| 1.ª                     | Geórgios Boúglas        | Geórgios Boúglas      | Geórgios Boúglas         | no se entregó               | Zisen Li                         | Torku Sekerspor                 |
| 2.ª                     | Brenton Jones           | Brenton Jones         | Brenton Jones            | no se entregó               | Zisen Li                         | Monkey Town Continental         |
| 3.ª                     | Eduard-Michael Grosu    | Eduard-Michael Grosu  | Luca Pacioni             | Ilia Koshevoy               | Arman Kamyshev                   | China Continental of Gansu Bank |
| 4.ª                     | Hernán Aguirre          | Hernán Aguirre        | Luca Pacioni             | Hernán Aguirre              | Ilya Davidenok                   | Manzana Postobón                |
| 5.ª                     | Cameron Scott           | Hernán Aguirre        | Luca Pacioni             | Hernán Aguirre              | Ilya Davidenok                   | Manzana Postobón                |
| 6.ª                     | Hernán Aguirre          | Hernán Aguirre        | Luca Pacioni             | Hernán Aguirre              | Ilya Davidenok                   | Manzana Postobón                |
| 7.ª                     | Eduard-Michael Grosu    | Hernán Aguirre        | Luca Pacioni             | Hernán Aguirre              | Ilya Davidenok                   | Manzana Postobón                |
| 8.ª                     | Eduard-Michael Grosu    | Hernán Aguirre        | Eduard-Michael Grosu     | Hernán Aguirre              | Ilya Davidenok                   | Manzana Postobón                |
| 9.ª                     | Onur Balkan             | Hernán Aguirre        | Luca Pacioni             | Hernán Aguirre              | Ilya Davidenok                   | Manzana Postobón                |
| 10.ª                    | Dušan Rajović           | Hernán Aguirre        | Luca Pacioni             | Hernán Aguirre              | Ilya Davidenok                   | Manzana Postobón                |
| 11.ª                    | Jacob Tipper            | Hernán Aguirre        | Luca Pacioni             | Hernán Aguirre              | Ilya Davidenok                   | Manzana Postobón                |
| 12.ª                    | Daniel López            | Hernán Aguirre        | Brenton Jones            | Hernán Aguirre              | Ilya Davidenok                   | Manzana Postobón                |
| 13.ª                    | Kaden Groves            | Hernán Aguirre        | Dušan Rajović            | Hernán Aguirre              | Ilya Davidenok                   | Manzana Postobón                |
| Clasificaciones finales | Clasificaciones finales | Hernán Aguirre        | Dušan Rajović            | Hernán Aguirre              | Ilya Davidenok                   | Manzana Postobón                |

## UCI World Ranking
La Vuelta al Lago Qinghai otorga puntos para el UCI Asia Tour 2018 y el UCI World Ranking, este último para corredores de los equipos en las categorías UCI WorldTeam, Profesional Continental y Equipos Continentales. Las siguientes tablas muestran el baremo de puntuación y los 10 corredores que obtuvieron más puntos:
| Posición              | 1.º | 2.º | 3.º | 4.º | 5.º | 6.º | 7.º | 8.º | 9.º | 10.º | 11.º | 12.º | 13.º | 14.º | 15.º | 16.º-30.º | 31.º-40.º |
| Clasificación general | 200 | 150 | 125 | 100 | 85  | 70  | 60  | 50  | 40  | 35   | 30   | 25   | 20   | 15   | 10   | 5         | 3         |
| Por etapa             | 20  | 10  | 5   |     |     |     |     |     |     |      |      |      |      |      |      |           |           |
| Líder                 | 5   |     |     |     |     |     |     |     |     |      |      |      |      |      |      |           |           |

| Clasificación | Clasificación        | Clasificación                   | Clasificación | Clasificación | Clasificación | Clasificación |
| Posición      | Ciclista             | Equipo                          | General       | Etapa         | Líder         | Total         |
| ------------- | -------------------- | ------------------------------- | ------------- | ------------- | ------------- | ------------- |
| 1.º           | Hernán Aguirre       | Manzana Postobón                | 200           | 40            | 45            | 285           |
| 2.º           | Hernando Bohórquez   | Manzana Postobón                | 150           | 15            | -             | 165           |
| 3.º           | Radoslav Rogina      | Adria Mobil                     | 125           | 5             | -             | 130           |
| 4.º           | Antonio Santoro      | Monkey Town Continental         | 100           | 10            | -             | 110           |
| 5.º           | Yecid Sierra         | Manzana Postobón                | 85            | -             | -             | 85            |
| 6.º           | Eduard-Michael Grosu | Nippo-Vini Fantini-Europa Ovini | -             | 70            | 5             | 75            |
| 7.º           | Oleksandr Polivoda   | Ningxia Sports Lottery Livall   | 70            | -             | -             | 70            |
| 8.º           | Ilya Davidenok       | Beijing XDS-Innova              | 60            | -             | -             | 60            |
| 9.º           | Ricardo Vilela       | Manzana Postobón                | 50            | -             | -             | 50            |
| 10.º          | Yonathan Monsalve    | Qinghai Tianyoude               | 40            | -             | -             | 40            |